# Denise Richards

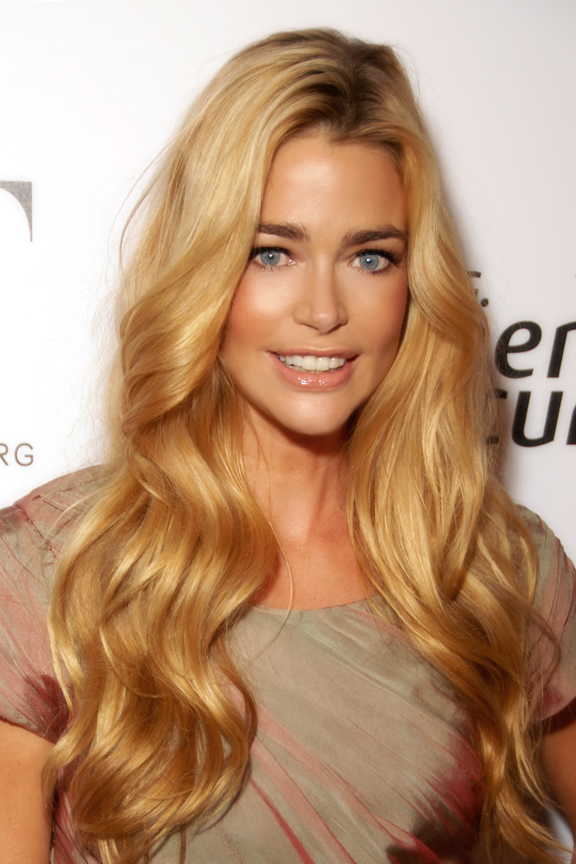
Denise Richards beim Susan G. Komen's 8th Annual Fashion For The Cure-Event (2009)

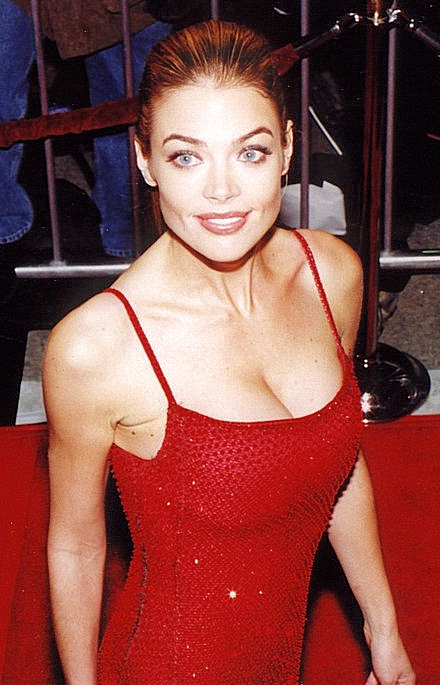
Richards 1999 bei der Premiere zu James Bond 007 – Die Welt ist nicht genug

Denise Lee Richards (* 17. Februar 1971 in Downers Grove, Illinois) ist eine US-amerikanische Schauspielerin.

## Leben und Karriere
Denise Richards wurde in Downers Grove, Illinois, als Tochter einer Coffee-Shop-Besitzerin und eines Fernmeldetechnikers geboren. Sie hat deutsche, franko-kanadische, irische, englische und walisische Vorfahren. Der Familienname lautete ursprünglich Reichert. Sie wuchs gemeinsam mit ihren Eltern und ihrer Schwester zunächst in Downers Grove und später in Kalifornien auf. 1989 machte sie ihren Abschluss an der El Camino High School in Oceanside, Kalifornien.
Richards begann zunächst eine Karriere als Model bei der „Judith Fontaine Modeling & Talent Agency“. Neben ihrer Modelkarriere begann sie, auch als Schauspielerin zu arbeiten. Erste Erfahrungen sammelte sie mit Gastauftritten in Fernsehserien. 1993 spielte sie in der Sitcom Seinfeld in der Folge Die schönen Schuhe die Molly Dalrymple. 1994 hatte sie eine Rolle in der Serie Superman – Die Abenteuer von Lois & Clark. Ihren ersten Filmauftritt hatte sie mit einer kleinen Rolle in der Komödie Loaded Weapon 1 (1993).
Ihre erste Filmhauptrolle in einer Großproduktion spielte sie 1997 als Carmen Ibanez in dem Actionfilm Starship Troopers an der Seite von Casper Van Dien. 1998 war sie an der Seite von Matt Dillon, Neve Campbell und Kevin Bacon in dem Thriller Wild Things zu sehen. Außerdem erschien sie im Musikvideo zu dem Blues-Traveler-Song Canadian Rose.
Richards spielte das Bondgirl Dr. Christmas Jones in dem 1999 erschienenen James-Bond-Film Die Welt ist nicht genug an der Seite von Pierce Brosnan und Sophie Marceau. Der Film war ein internationaler Kinoerfolg, doch Richards bekam für ihre Rolle generell negative Kritiken. Sie wurde in zwei Kategorien für den Negativpreis Goldene Himbeere nominiert, wovon sie eine erhielt; außerdem wurde sie 2008 von der Zeitschrift Entertainment Weekly zum „schlechtesten Bondgirl aller Zeiten“ gewählt.
Neben ihrer Kinokarriere spielte sie immer wieder Rollen in Fernsehserien, unter anderem war sie 2001 in Friends und Chaos City zu sehen und spielte eine Rolle in drei Folgen von Two and a Half Men (2003–2011).
Zu Beginn des neuen Jahrtausends spielte Richards häufig Rollen, die ihr Image als Sexsymbol parodierten. 2001 spielte sie die Paige in dem Horrorfilm Schrei wenn du kannst. An ihrer Seite waren unter anderem David Boreanaz, Katherine Heigl und Marley Shelton zu sehen. 2003 hatte sie einen Cameo-Auftritt in Scary Movie 3 und spielte eine kleine Rolle in Tatsächlich… Liebe mit Hugh Grant.
Im Dezember 2004 machte sie, fünf Monate nach der Geburt ihrer Tochter, ein Fotoshooting für den US-amerikanischen Playboy. 2001 wurde sie von FHM auf Platz zwei der „100 Sexiest Woman“ gewählt, vom Magazin In Touch wurde sie als Sexiest Mom of 2005 bezeichnet.
2008 begann ihre eigene Reality Show Denise Richards – It’s Complicated auf E! Entertainment Television, mit der sie negative Gerüchte über sich aus der Welt räumen wollte. Es gab positive Reaktionen, allerdings kritisierte Charlie Sheen – Vater ihrer Kinder – die Show mit dem Vorwurf, dass Richards die gemeinsamen Kinder missbrauche, um sympathisch zu erscheinen. Die Show lief ein Jahr lang. 2009 war Richards Teilnehmerin der achten Staffel von Dancing with the Stars. Ihr Tanzpartner war Maksim Chmerkovskiy. Das Paar wurde aber bereits in der zweiten Runde von den Zuschauern herausgewählt.
Von 2013 bis 2014 spielte sie in der kurzlebigen Fernsehserie Twisted die Rolle der Karen Desai. 2019 übernahm sie in der Fernsehserie Reich und schön die Rolle der Shauna Fulton und wurde eine der Protagonistinnen der Reality Show The Real Housewives of Beverly Hills.

## Persönliches
Im Jahre 2002 heiratete Richards den Schauspieler Charlie Sheen, mit dem sie 2001 für die Komödie Good Advice – Guter Rat ist teuer vor der Kamera gestanden hatte. 2004 und 2005 wurden ihre beiden Töchter geboren. Im März 2005 reichte Richards die Scheidung von Sheen ein, nachdem die beiden bereits seit Ende 2004 getrennt gelebt hatten. Seit Dezember 2006 ist die Ehe rechtskräftig geschieden.
Von 2006 bis Mai 2007 war Richards mit Richie Sambora, dem damaligen Gitarristen von Bon Jovi, liiert. 2011 adoptierte sie ein kleines Mädchen. Direkt nach dessen Scheidung von Nicollette Sheridan heiratete sie 2018 den Schauspieler Aaron Phypers. Mit ihm stand sie beispielsweise 2020 in Reich und schön und The Real Housewives of Beverly Hills vor der Kamera. Im Juli 2025 reichte Phypers mit der Forderung nach Unterhalt die Scheidung ein.

## Auszeichnungen
Blockbuster Entertainment Awards
- 1998: Beliebteste Newcomerin für Starship Troopers – nominiert
- 2000: Beliebteste Schauspielerin – Action für James Bond 007 – Die Welt ist nicht genug – nominiert

Goldene Himbeere
- 2000: Schlechteste Nebendarstellerin für Die Welt ist nicht genug – gewonnen
- 2000: Schlechtestes Leinwandpaar (mit: Pierce Brosnan) für Die Welt ist nicht genug – nominiert

MTV Movie Awards
- 1999: Bester Kuss (mit: Matt Dillon und Neve Campbell) für Wild Things – nominiert

Phoenix Film Critics Society Awards
- 2004: Bestes Ensemble für Tatsächlich… Liebe – nominiert

## Filmografie

### Filme
- 1993: Loaded Weapon 1
- 1994: Clash – Showdown in L.A. (Lookin’ Italian)
- 1994: Teenage T-Rex: Der Menschen-Dinosaurier (Tammy and the T-Rex)
- 1995: 919 Fifth Avenue (Fernsehfilm)
- 1996: In the Blink of an Eye (Fernsehfilm)
- 1996: Pier 66 (Fernsehfilm)
- 1997: Nowhere
- 1997: Starship Troopers
- 1998: Wild Things
- 1999: Gnadenlos schön (Drop Dead Gorgeous)
- 1999: James Bond 007 – Die Welt ist nicht genug (The World Is Not Enough)
- 1999: Tail Lights Fade
- 2001: Schrei wenn Du kannst (Valentine)
- 2001: Good Advice – Guter Rat ist teuer (Good Advice)
- 2002: Imperium – Zwei Welten prallen aufeinander (Empire)
- 2002: Undercover Brother
- 2002: Hilfe, ich habe ein Date! (The Third Wheel)
- 2002: Love Birds – Liebe auf den zweiten Blick (You Stupid Man)
- 2003: Tatsächlich… Liebe (Love Actually)
- 2003: Scary Movie 3
- 2004: Yo puta
- 2004: Elvis Has Left the Building
- 2004: Heiraten will gelernt sein (I Do (But I Don’t), Fernsehfilm)
- 2005: Edmond
- 2007: Blond und blonder (Blonde and Blonder)
- 2008: Jolene
- 2009: Finding Bliss
- 2009: Kambakkht Ishq – Drum prüfe wer sich ewig bindet (Kambakkht Ishq)
- 2009: Im tiefen Tal der Superbabes (Deep in the Valley)
- 2011: Loverboys – Desperate Wives (Cougars, Inc.)
- 2012: Blue Lagoon: Rettungslos verliebt (Blue Lagoon: The Awakening, Fernsehfilm)
- 2012: Madeas Haus – Das schrecklich schöne Zeugenschutzprogramm (Madea’s Witness Protection)
- 2012: Die Hollywood-WG: Schmeiß die Loser aus dem Haus (Freeloaders)
- 2014: Fatal Acquittal (Fernsehfilm)
- 2015: Operation: Neighborhood Watch!
- 2015: A Christmas Reunion (Fernsehfilm)
- 2015: Christmas Trade (Direct-to-Video)
- 2016: A Life Lived
- 2017: Altitude – Die Hard in the Sky (Altitude)
- 2017: American Violence
- 2017: American Satan
- 2017: A Violent Man
- 2018: Tomboy (Fernsehfilm)
- 2018: The Toybox
- 2018: Das Glück dieser Erde (Destined to Ride)
- 2018: Wesley und die Gebete (The Prayer Box)
- 2018: Izzy gegen die Weihnachtsräuber (Christmas Break-In, Fernsehfilm)
- 2018: 1st Born
- 2019: The Secret Lives of Cheerleaders (Fernsehfilm)
- 2019: Die Abenteuer von Dally & Spanky (Adventures of Dally & Spanky)
- 2019: Dear Santa – Eine Reise zum Nordpol (My Adventures with Santa)
- 2020: Reality Queen!
- 2020: Alpha Code
- 2020: Money Plane – Raubzug über den Wolken (Money Plane)
- 2020: Switched
- 2020: Timecrafters – The Treasure of Pirate’s Cove
- 2021: Send It!
- 2021: Killer Cheer Mom (Fernsehfilm)
- 2022: Love Accidentally
- 2022: Wickensburg
- 2022: Die Hunde-Gang: Helden auf vier Pfoten (Junkyard Dogs)
- 2022: My Christmas Fiancé: Ein Verlobter zu Weihnachten (My Christmas Fiancé)
- 2023: The Line
- 2023: The Housekeeper
- 2023: A Christmas Frequency (Fernsehfilm)
- 2024: Hunting Housewives (Fernsehfilm)
- 2024: Angels Fallen – Warriors of Peace
- 2024: Return to Wickensburg

### Serien
- 1990: Life Goes On (eine Folge)
- 1991: California High School (Saved by the Bell, eine Folge)
- 1991: Eine schrecklich nette Familie (Married with Children, eine Folge)
- 1991: Doogie Howser (Doogie Howser, M.D., eine Folge)
- 1992: Eerie, Indiana (eine Folge)
- 1992: Beverly Hills, 90210 (eine Folge)
- 1993: The Ben Stiller Show (eine Folge)
- 1993: Seinfeld (eine Folge)
- 1993: Mord ohne Spuren (Bodies of Evidence, eine Folge)
- 1993: Against the Grain (2 Folgen)
- 1994: Burkes Gesetz (Burke’s Law, eine Folge)
- 1994: Superman – Die Abenteuer von Lois & Clark (Lois & Clark: The New Adventures of Superman, eine Folge)
- 1995: One West Waikiki (eine Folge)
- 1995: High Tide – Ein cooles Duo (High Tide, eine Folge)
- 1996: Lisa – Der helle Wahnsinn (Weird Science, eine Folge)
- 1996: Melrose Place (3 Folgen)
- 2001: Friends (eine Folge)
- 2001: Chaos City (Spin City, 4 Folgen)
- 2003–2011: Two and a Half Men (3 Folgen)
- 2005: Sex, Love & Secrets (eine Folge)
- 2006: Secrets of a Small Town (eine Folge)
- 2008–2009: Denise Richards: It’s Complicated (16 Folgen)
- 2010–2011: Blue Mountain State (18 Folgen)
- 2012: 30 Rock (2 Folgen)
- 2012: Karate-Chaoten (Kickin’ It, eine Folge)
- 2012: 90210 (eine Folge)
- 2012–2013: Anger Management (2 Folgen)
- 2013–2014: Twisted (19 Folgen)
- 2015: Significant Mother (eine Folge)
- 2015: Vanity (9 Folgen)
- 2015–2020: The Real Housewives of Beverly Hills (60 Folgen)
- 2016: Jane the Virgin (eine Folge)
- 2017: Girlfriends’ Guide to Divorce (eine Folge)
- 2018: Alone Together (eine Folge)
- 2019–2022: Reich und Schön (The Bold and the Beautiful, 188 Folgen)
- 2019: BH90210 (eine Folge)
- 2020: Happy Hazel (2 Folgen)
- 2020–2021: FraXtur (2 Folgen)
- 2021: Glow & Darkness (9 Folgen)
- 2022: The Guardians of Justice (7 Folgen)